# Бикини (атолл)
Бики́ни (англ. Bikini [ˈbɪkɪˌniː] или [bɪˈkiːni], марш. Pikinni [pʲiɡinnʲi] — «кокосовое место», также ато́лл Эшшо́льца) — атолл в Тихом океане в цепи Ралик (Маршалловы Острова). Наиболее известен как полигон ядерных испытаний США.

## География
Атолл находится в северной части цепи Ралик, примерно в 75 км к северо-западу от острова Аилингинаэ. Ближайший материк, Австралия, расположен в 3400 км.
Имеет неправильную форму, напоминающую овал. Состоит из 36 островков, или моту. Площадь сухопутной части Бикини составляет 6,01 км², площадь лагуны — 594,14 км². Средняя глубина лагуны составляет 35—55 м.
Остров был покрыт густыми зарослями типичной для атоллов растительности, в основном пизонией. Сейчас (2012) крупнейшие моту, Бикини и Enyu, засажены масличной пальмой.
Климат на Бикини тропический. Случаются разрушительные циклоны.

## История
Согласно мифологическим представлениям жителей Маршалловых островов, атолл был создан богом Лова.
Бикини был открыт европейцами в 1825 году. Это сделал российский капитан Отто Евстафьевич Коцебу, назвавший остров атоллом Эшшольца в честь Иоганна фон Эшшольца. Впоследствии мимо острова проплывало множество торговых, китобойных и миссионерских судов.
В 1860-х годах на Маршалловых островах стали появляться первые германские торговцы копрой, а в 1874 году Испания официально объявила о своих притязаниях на архипелаг. 22 октября 1885 года Маршалловы острова были проданы Испанией Германии, которая управляла архипелагом через Джалуитскую компанию. Официально германский протекторат над островами был установлен 13 сентября 1886 года. С 1 апреля 1906 года все острова архипелага были в составе Германской Новой Гвинеи, подчиняясь окружному офицеру Каролинских островов. В 1914 году Маршалловы острова были захвачены японцами. В 1922 году острова стали мандатной территорией Лиги Наций под управлением Японии. С 1947 года архипелаг стал частью Подопечной территории Тихоокеанские острова под управлением США. В 1979 году Маршалловы острова получили ограниченную автономию, а в 1986 году с США был подписан Договор о свободной ассоциации, согласно которому США признавали независимость Республики Маршалловы Острова. С тех пор Бикини — часть Республики Маршалловы Острова.

## Ядерные испытания
В общей сложности на атоллах Бикини и Эниветок Соединённые Штаты провели 67 ядерных испытаний в период с 1946 по 1958 год.
В марте 1946 года ВМС США переселили 167 жителей острова на атолл Ронгерик в связи с подготовкой ядерных испытаний. Через два года из-за нехватки продовольствия жители были переселены сперва на Кваджалейн, а затем на остров Кили.
В июле 1946 года США использовали атолл для двух испытаний атомных бомб, аналогичных бомбе «Толстяк», в рамках операции «Перекрёстки»: 1 июля бомба была сброшена в лагуне атолла на 73 военных корабля устаревших типов, а 25 июля там же был осуществлён подводный взрыв атомной установки. 22 декабря после двух ядерных взрывов опрокинулся и затонул последний из германских тяжёлых крейсеров «Принц Ойген».
1 марта 1954 года, во время испытания на острове водородной бомбы «Касл Браво», радиоактивный пепел засыпал остров Эйлингина и случайно оказавшуюся в 170 км японскую рыболовную шхуну «Фукурю-мару». Жертвами этого взрыва и радиоактивного заражения местности стал весь экипаж судна «Фукурю-мару» (23 человека), а также жители островов Эйлингина, Ронгелап и Утирик, у которых была выявлена лучевая болезнь. Впоследствии выяснилось, что прогнозировавшийся размер зоны поражения на деле оказался в 8 раз больше, и радиационному поражению подверглись до сотни японских рыбацких шхун, было забраковано 457 тонн тунца. Невзирая на то, что Комиссия по ядерной энергии (АЕС) утверждала, что рыба безопасна, американская администрация пищевых продуктов и лекарств (FDA) наложила строгий запрет на импорт японской рыбы. Японцы обвиняли США в политике двойных стандартов, а профессор Мицу Такетани в радиопередаче предложил послать радиоактивного тунца на обед послу Соединённых Штатов.
В 1968 году власти США заявили, что атолл безопасен для жизни и островитяне могут вернуться на него. Часть их вернулась в течение 1970-х годов.
Около 840 жителей атолла умерли от раковых и других заболеваний, вызванных американскими ядерными испытаниями.
Около 7 тыс. бывших жителей Бикини потребовали, чтобы их признали жертвами американских испытаний; однако официально таковыми были признаны только 1 965 человек, почти половина из которых умерла. У пострадавших, которым Соединённые Штаты выплатили компенсацию на общую сумму около 83 млн долл., были выявлены 35 различных заболеваний.
По данным исследователей из Колумбийского университета, и в 2019 году содержание плутония в некоторых частях Маршалловых островов в 1000 раз больше, чем в пробах, взятых вблизи Чернобыльской АЭС.

## Население
В 2011 году численность населения атолла составляла 9 человек (в 1973 году — 75 человек, в 1980 году — 0 человек, в 1988 году — 10 человек, в 1999 году — 13 человек). Бикини образует один из 33 муниципалитетов Маршалловых Островов.
В нижней палате парламента страны (марш. Nitijela) остров представляет один депутат.

## Отражение в культуре
- повесть «Пепел Бикини» (1956) Аркадия Стругацкого в соавторстве с Львом Петровым[21].
- На атолле Бикини разворачиваются события одноимённого романа (2009) Януша Вишневского.
- От названия этого атолла произошло название женского купального костюма бикини, который 5 июля 1946 года был впервые продемонстрирован в публичном бассейне Парижа манекенщицей Мишелин Бернардини.
- На атолле Бикини разворачиваются события мультсериала «Губка Боб Квадратные Штаны».
- В рассказе Уильяма Тенна «Жили люди на Бикини, жили люди на Атту» описывается эксперимент инопланетян, аналогичный ядерным испытания США, только роль туземцев Бикини выпадает всем жителям Земли.